# Pseudolabrus fuentesi
Pseudolabrus fuentesi är en fiskart som först beskrevs av Regan, 1913.  Pseudolabrus fuentesi ingår i släktet Pseudolabrus och familjen läppfiskar. IUCN kategoriserar arten globalt som livskraftig. Inga underarter finns listade i Catalogue of Life.